# Stretto dell'Ammiraglio Kuznecov
Lo stretto dell'Ammiraglio Kuznecov (in russo пролив Адмирала Кузнецова?, proliv Admirala Kuznecova) è un braccio di mare che separa l'isola di Bering, a ovest, dall'isola Mednyj, a est. Collega il mare di Bering e l'oceano Pacifico ed è il maggiore stretto delle isole del Commodoro. È compreso nell'Aleutskij rajon del Territorio della Kamčatka, nell'Estremo Oriente della Russia. La sua lunghezza è di circa 30 km, la larghezza minima di 50 km, la profondità massima è di oltre 142 m. 
Lo stretto è stato nominato nel 2004 in onore dell'ammiraglio della flotta dell'Unione Sovietica Nikolaj Gerasimovič Kuznecov.